# Galeodes egregius
Espèce
Galeodes egregius est une espèce de solifuges de la famille des Galeodidae.

## Distribution
Cette espèce est endémique d'Azerbaïdjan.

## Description
Le mâle mesure 35 mm et la femelle 35 mm.

## Publication originale
- Roewer, 1934 : Solifuga, Palpigrada. Dr. H.G. Bronn's Klassen und Ordnungen des Thier-Reichs, wissenschaftlich dargestellt in Wort und Bild. Akademische Verlagsgesellschaft M. B. H., Leipzig. Fünfter Band: Arthropoda; IV. Abeitlung: Arachnoidea und kleinere ihnen nahegestellte Arthropodengruppen, vol. 4, p. 1-723 (texte intégral).